# ステリオス・ギアンナコプーロス
スティリアノス・"ステリオス"・ヤナコプロス（Stylianos "Stelios" Giannakopoulos, 1974年7月12日 - ）は、ギリシャ・アテネ出身の元同国代表サッカー選手、現サッカー指導者。現役時代のポジションはミッドフィールダー。

## 経歴

### クラブ
ギリシャのエスニコス・アステラスFCでデビューし、1996年に名門オリンピアコスFCに移籍。そこで毎年10ゴール前後を挙げた活躍が認められ、2003年にイングランドのボルトン・ワンダラーズFCに3年契約で移籍する。ボルトンでは2005-2006シーズンにともにクラブ最多となる9ゴール6アシストを記録し活躍したが、翌シーズンは新戦力に押し出される形でベンチ要員となった。
2009年1月22日、ハル・シティAFCからAEL 1964へ移籍し母国に復帰した。

### 代表
ギリシャ代表ではEURO2004予選のスペイン戦で決勝ゴールを挙げたことで脚光を浴び、本戦でもカウンターの基点として同国の初優勝に貢献した（特に途中出場した準決勝のチェコ戦、決勝のポルトガル戦では活躍している）。

### 指導者
2016年2月からAEキフィシアFCの監督を務めたが、同年10月31日に解任された。